# سي في اس هيلث
سي في اس هيلث (بالإنجليزية: CVS Health) (سابقًا شركة سي في اس أو شركة سي في اس كيرمارك) هي شركة رعاية صحية أمريكية تمتلك سي في اس للصيدلانية ، سلسلة صيدليات للبيع بالتجزئة ، سي في اس كيرمارك  ، مدير فوائد الصيدليات ، إيتنا ، مزود تأمين صحي ، من بين ماركات أخرى ، و سي في اس هيلث مقرها فيونسوكت ، رود آيلاند . 
تأسست الشركة في عام 1963 من قبل ثلاثة شركاء: الأخوان ستانلي وسيدني جولدشتاين ورالف هوجلاند ، اللذبن قاموا بتطوير المشروع من إحدى الشركات الأم ، مارك ستيفن ، التي ساعدت تجار التجزئة على إدارة خطوط منتجاتهم المتعلقة بالصحة والجمال.   بدأ العمل كسلسلة من متاجر الصحة والجمال ، ولكن في غضون عدة سنوات ، تم إضافة الصيدليات. لتسهيل النمو والتوسع ، انضمت الشركة إلى شركة شركة ميلفيل التي تدير سلسلة من شركات البيع بالتجزئة. بعد فترة من النمو في الثمانينيات والتسعينيات ، انطلقت شركة CVS من ميلفيل في عام 1996 ، لتصبح شركة مستقلة تتداول في بورصة نيويورك باسم CVS . 
في عام 2019 ، احتلت المرتبة الثامنة  في قائمة فورتشين 500 و 19 في قائمة فورتشن غلوبال 500 بمبلغ 194.58 مليار دولار  في الإيرادات السنوية.  في ديسمبر 2017 ، وافقت CVS على شراء إيتنا مقابل 69 مليار دولارًا     وأكملت عملية الاستحواذ في نوفمبر 2018.  تم حل القضايا القانونية المتعلقة بالاندماج في سبتمبر 2019. 

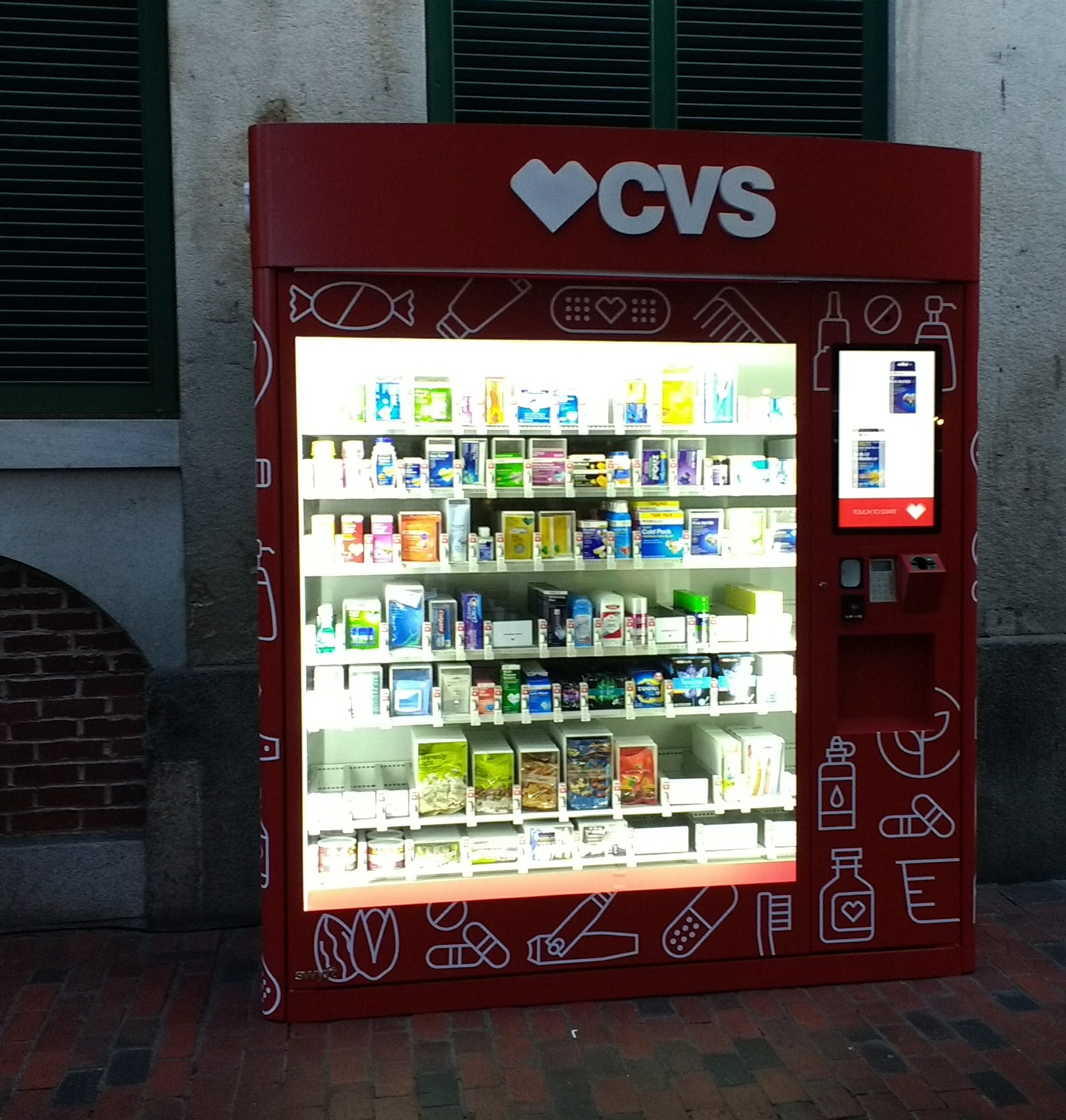
تم إنشاء كشك CVS في كوينسي ماركت بوسطن ، ماساتشوستس.